# Ogbia
L'Ogbia és una llengua que es parlen els membres de clan ijaw dels ogbies a l'estat de Bayelsa del sud-est de Nigèria. Es parla concretament a la LGA de Brass.
L'ogbia és una llengua que forma part de les llengües Central Delta de les llengües del riu Cross de la família lingüística de les llengües Benué-Congo.Segons l'ethnologue el 1989 tenia 200.000 parlants. Els dialectes de l'ogbia són: l'agholo (o kolo), l'oloibiri i l'anyama.
Tot i que els ogbies són un grup ijaw, han desenvolupat una llengua i cultura diferenciada de la resta degut a l'aïllament que van patir durant l'època del comerç d'esclaus atlàntic.

## Població i religió
El 98% dels ogbies professen confessions cristianes: el 60% són catòlics, el 20% són anglicans, el 5% són protestants i el 15% són d'esglésies independents, i el 29% són evangèlics. El 2% restant creuen en religions tradicionals africanes.